# Гідрогеологія Гвінеї
Підземні води на території Гвінеї мають обмежене розповсюдження.
Основні запаси ґрунтових вод пов'язані з алювієм долин великих річок Нігер, Томіне та інш. (питомий дебіт свердловин 1-2(4) л/с) або з тріщинуватими породами ниж. частин кір вивітрювання у знижених ділянках рельєфу (0,1-1,5 л/с).
В корінних породах запаси підземних вод неістотні. Виняток складають піски ордовика, які відкриті свердловинами з питомими дебітами 6-7 л/с.
Підземні води — ультрапрісні, з мінералізацією до 0,3 г/л, гідрокарбонатні, за катіонним складом змішані.
У сухі періоди витрати рік (стоки) різко скорочуються, більшість джерел зникає, що створює труднощі при водопостачанні.